# ACF Fiorentina 2022-2023
Questa voce raccoglie le informazioni riguardanti l'ACF Fiorentina nelle competizioni ufficiali della stagione 2022-2023.

## Stagione
In panchina la Fiorentina riparte, per la seconda stagione consecutiva, da Vincenzo Italiano. In virtù del settimo posto ottenuto nel campionato precedente, i viola partecipano alle competizioni europee per la prima volta dal 2016-2017: negli spareggi della UEFA Europa Conference League i gigliati eliminano gli olandesi del Twente, battendoli per 2-1 in casa e pareggiando per 0-0 a Enschede.
Il campionato inizia con una vittoria per 3-2 contro il Cremonese, in cui segna anche il neoacquisto Luka Jović. Il successo contro i lombardi è seguito però da un andamento difficoltoso, con i fiorentini che trovano la seconda vittoria solo alla 7ª giornata contro il Verona (2-0 in casa), venendo anche sconfitti in casa da Lazio (0-4) e Inter (3-4), con otto gol incassati. Altrettanto travagliato è l'andamento nel girone A di Europa Conference League, dove i viola vengono sorteggiati insieme ai lettoni dell'RFS Riga, agli scozzesi dell'Hearts e ai turchi dell'İstanbul Başakşehir: dopo l'iniziale pareggio contro i lettoni per 1-1, arriva una netta sconfitta contro i turchi per 3-0. Segue però una ripresa da parte degli uomini di Italiano, che inanellano una serie di quattro vittorie, iniziando da un duplice trionfo contro l'Hearts (3-0 in trasferta e 5-1 in casa). Nonostante poi la sopracitata sconfitta contro l'Inter in campionato, seguono in Europa altre due vittorie contro Başakşehir (in casa per 2-1) e Riga (in trasferta per 3-0); questi risultati consentono ai viola di finire il girone da secondi dietro ai turchi (pari punti e minor differenza reti), piazzamento che li obbliga a disputare gli spareggi contro i portoghesi del Braga. In campionato, la squadra centra una striscia di tre vittorie consecutive contro Spezia, Sampdoria e Salernitana e, nonostante una sconfitta contro il Milan per 2-1, chiude il 2022 al nono posto. All'inizio dell'anno nuovo, i viola perdono le ultime due partite del girone d'andata, contro la Roma in trasferta e il Torino in casa, e terminano il girone d'andata al decimo posto.
In Europa Conference League, la Fiorentina elimina il Braga agli spareggi (4-0 in Portogallo e 3-2 in casa), e pesca i turchi del Sivasspor agli ottavi: i gigliati superano il turno vincendo 1-0 in casa e 4-1 in Turchia. Al sorteggio dei quarti di finale, i fiorentini pescano i polacchi del Lech Poznań: vincendo per 4-1 in Polonia e perdendo per 2-3 in casa, vanno avanti col punteggio aggregato di 6-4. In semifinale eliminano il Basilea, perdendo per 2-1 in casa e vincendo per 3-1 in trasferta dopo i tempi supplementari, avanzando quindi con il risultato aggregato di 4-3. Con questo risultati i gigliati tornano in finale di una competizione europea dopo 33 anni. In campionato la squadra viola si rende protagonista di un buon girone di ritorno e chiude all'ottavo posto finale.
Nella finale di Europa Conference League contro il West Ham i viola escono battuti per 2-1, in una partita caratterizzata anche da alcune polemiche per un lancio di oggetti da parte dei tifosi inglesi verso il capitano della Fiorentina Cristiano Biraghi, ferito alla nuca. I viola alla conclusione del torneo sono stati il team che ha segnato più reti (37) e Arthur Cabral vince la classifica dei marcatori della competizione con 7 goals. 
Oltre alla finale europea, i gigliati raggiungono la finale di Coppa Italia, venendo sconfitti anche in questo caso, dall'Inter e sempre per 2-1.
In estate, l'esclusione della Juventus (settima classificata) per la violazione delle norme del fair play finanziario, determina l'accesso della Fiorentina agli spareggi dell'Europa Conference League.

## Divise e sponsor
| Casa | Trasferta | Terza divisa | Quarta divisa |

## Organigramma societario
Area direttiva
- Presidente: Rocco Commisso
- Amministratore Delegato: Mark E. Stephan
- Direttore generale e Consigliere Delegato: Joe Barone
- Consigliere: Joseph B. Commisso
- Segreteria Sportiva: Fabio Bonelli
- Chief Financial Officer: Alessandra Sartor
- Direttore amministrazione, finanza e controllo: Gian Marco Pachetti
- Direttore Affari Legali e Generali: Elena Covelli

Area organizzativa
- Direttore sportivo: Daniele Pradè
- Team Manager: Simone Ottaviani
- Direttore area stadio e sicurezza: Edoardo Miano
- Resp. risorse umane: Grazia Forgione
- IT Manager: Andrea Ragusin

Area comunicazione
- Direttore comunicazione: Alessandro Ferrari
- Ufficio Stampa: Luca Di Francesco - Arturo Mastronardi
- Direttore responsabile www.ViolaChannel.tv: Luca Giammarini

Area tecnica
- Direttore Tecnico: Nicolás Burdisso
- Allenatore: Vincenzo Italiano
- Viceallenatore: Daniel Niccolini
- Preparatore atletico: Damir Blokar, Ivano Tito
- Collaboratori tecnici: Marco Turati, Stefano Melissano
- Match analyst: Stefano Firicano, Paolo Riela
- Preparatori portieri: Angelo Porracchio, Antonio Rosati

Area sanitaria
- Direttore area medico-sanitaria: Luca Pengue
- Coordinatore e responsabile scientifico: Giovanni Serni
- Massofisioterapisti: Stefano Dainelli
- Fisioterapista: Luca Lonero, Simone Michelassi, Daniele Misseri, Filippo Nannelli, Francesco Tonarelli
- Nutrizionista: Christian Petri

## Rosa
Rosa e numerazione aggiornate all'1 febbraio 2023
| N. |                      | Ruolo | Calciatore                   |
| -- | -------------------- | ----- | ---------------------------- |
| 1  | Italia (bandiera)    | P     | Pietro Terracciano           |
| 2  | Brasile (bandiera)   | D     | Dodô                         |
| 3  | Italia (bandiera)    | D     | Cristiano Biraghi (capitano) |
| 4  | Serbia (bandiera)    | D     | Nikola Milenković            |
| 5  | Italia (bandiera)    | C     | Giacomo Bonaventura          |
| 7  | Serbia (bandiera)    | A     | Luka Jović                   |
| 8  | Italia (bandiera)    | C     | Riccardo Saponara            |
| 9  | Brasile (bandiera)   | A     | Arthur Cabral                |
| 10 | Italia (bandiera)    | C     | Gaetano Castrovilli          |
| 11 | Francia (bandiera)   | C     | Jonathan Ikoné               |
| 14 | Italia (bandiera)    | C     | Youssef Maleh                |
| 15 | Serbia (bandiera)    | D     | Aleksa Terzić                |
| 16 | Italia (bandiera)    | D     | Luca Ranieri                 |
| 22 | Argentina (bandiera) | A     | Nicolás González             |
| 23 | Italia (bandiera)    | D     | Lorenzo Venuti               |
| 24 | Italia (bandiera)    | C     | Marco Benassi                |
| 27 | Polonia (bandiera)   | C     | Szymon Żurkowski             |

| N. |                           | Ruolo | Calciatore            |
| -- | ------------------------- | ----- | --------------------- |
| 28 | Argentina (bandiera)      | D     | Lucas Martínez Quarta |
| 31 | Italia (bandiera)         | P     | Michele Cerofolini    |
| 32 | Ghana (bandiera)          | C     | Alfred Duncan         |
| 33 | Italia (bandiera)         | A     | Riccardo Sottil       |
| 34 | Marocco (bandiera)        | C     | Sofyan Amrabat        |
| 38 | Italia (bandiera)         | C     | Rolando Mandragora    |
| 40 | Italia (bandiera)         | C     | Costantino Favasuli   |
| 42 | Italia (bandiera)         | C     | Alessandro Bianco     |
| 43 | Italia (bandiera)         | C     | Filippo Distefano     |
| 44 | Bulgaria (bandiera)       | C     | Dimo Krastev          |
| 56 | Italia (bandiera)         | P     | Salvatore Sirigu      |
| 72 | Rep. Ceca (bandiera)      | C     | Antonin Barak         |
| 77 | Croazia (bandiera)        | A     | Josip Brekalo         |
| 95 | Italia (bandiera)         | P     | Pierluigi Gollini     |
| 98 | Brasile (bandiera)        | D     | Julio Igor            |
| 99 | Costa d'Avorio (bandiera) | A     | Christian Kouamé      |

## Calciomercato

### Sessione estiva(dall'1/7 al 1/9)
| Acquisti | Acquisti           | Acquisti    | Acquisti                         |
| R.       | Nome               | da          | Modalità                         |
| -------- | ------------------ | ----------- | -------------------------------- |
| P        | Pierluigi Gollini  | Atalanta    | prestito con diritto di riscatto |
| D        | Dodô               | Šachtar     | definitivo                       |
| C        | Rolando Mandragora | Juventus    | definitivo                       |
| A        | Luka Jović         | Real Madrid | definitivo                       |
| C        | Antonin Barak      | Verona      | prestito con diritto di riscatto |

| Cessioni | Cessioni             | Cessioni      | Cessioni      |
| R.       | Nome                 | a             | Modalità      |
| -------- | -------------------- | ------------- | ------------- |
| D        | Matija Nastasic      | Maiorca       | definitivo    |
| A        | Aleksandr Kokorin    | Arīs Limassol | prestito      |
| P        | Bartłomiej Drągowski | Spezia        | definitivo    |
| P        | Antonio Rosati       |               | fine carriera |
| C        | Erick Pulgar         | Flamengo      | definitivo    |
| A        | Vittorio Agostinelli | Reggina       | prestito      |

### Sessione invernale(dal 2/31 al 31/1)
| Acquisti | Acquisti         | Acquisti  | Acquisti   |
| R.       | Nome             | da        | Modalità   |
| -------- | ---------------- | --------- | ---------- |
| P        | Salvatore Sirigu | Napoli    | definitivo |
| A        | Josip Brekalo    | Wolfsburg | definitivo |

| Cessioni | Cessioni          | Cessioni  | Cessioni                         |
| R.       | Nome              | a         | Modalità                         |
| -------- | ----------------- | --------- | -------------------------------- |
| P        | Pierluigi Gollini | Atalanta  | fine prestito                    |
| D        | Youssef Maleh     | Lecce     | prestito con obbligo di riscatto |
| C        | Marco Benassi     | Cremonese | prestito                         |
| C        | Szymon Żurkowski  | Spezia    | prestito con obbligo di riscatto |

## Risultati

### Serie A

#### Girone di andata
| Arbitro: | Sacchi (Macerata) |

|                                            |           |                            |
| Bonaventura 16’ Jović 34’ Mandragora 90+5’ | Marcatori | 19’ Okereke 68’ Bianchetti |

| Empoli 21 agosto 2022, ore 18:30 CEST 2ª giornata | Empoli                 | 0 – 0 referto | Fiorentina | Stadio Carlo Castellani (10 411 spett.)\| Arbitro: \| Marchetti (Ostia Lido) \| |
| Arbitro:                                          | Marchetti (Ostia Lido) |               |            |                                                                                 |

| Firenze 28 agosto 2022, ore 20:45 CEST 3ª giornata | Fiorentina         | 0 – 0 referto | Napoli | Stadio Artemio Franchi (32 286 spett.)\| Arbitro: \| Marinelli (Tivoli) \| |
| Arbitro:                                           | Marinelli (Tivoli) |               |        |                                                                            |

| Arbitro: | Mariani (Aprilia) |

|          |           |  |
| Beto 17’ | Marcatori |  |

| Arbitro: | Doveri (Roma) |

|            |           |          |
| Kouamé 29’ | Marcatori | 9’ Milik |

| Arbitro: | Orsato (Schio) |

|                           |           |            |
| Barrow 59’ Arnautović 62’ | Marcatori | 54’ Quarta |

| Arbitro: | Rapuano (Rimini) |

|                        |           |  |
| Ikoné 13’ González 90’ | Marcatori |  |

| Arbitro: | Irrati (Pistoia) |

|             |           |  |
| Lookman 59’ | Marcatori |  |

| Arbitro: | Maresca (Napoli) |

|  |           |                                                         |
|  | Marcatori | 11’ Vecino 25’ Zaccagni 85’ Luis Alberto 90+1’ Immobile |

| Arbitro: | Massimi (Termoli) |

|            |           |            |
| Ceesay 43’ | Marcatori | 48’ Kouamé |

| Arbitro: | Valeri (Roma) |

|                                       |           |                                                      |
| Cabral 33’ (rig.) Ikoné 60’ Jović 90’ | Marcatori | 2’ Barella 15’, 73’ (rig.) Martínez 90+5’ Mxit'aryan |

| Arbitro: | Massa (Imperia) |

|           |           |                           |
| Nzola 35’ | Marcatori | 14’ Milenković 90’ Cabral |

| Arbitro: | Marinelli (Tivoli) |

|  |           |                               |
|  | Marcatori | 4’ Bonaventura 58’ Milenković |

| Arbitro: | La Penna (Roma) |

|                           |           |         |
| Bonaventura 15’ Jović 81’ | Marcatori | 55’ Dia |

| Arbitro: | Sozza (Seregno) |

|                                 |           |           |
| Leão 2’ Milenković 90+2’ (aut.) | Marcatori | 28’ Barák |

| Arbitro: | Feliciani (Teramo) |

|            |           |                    |
| Cabral 19’ | Marcatori | 61’ Carlos Augusto |

| Arbitro: | Manganiello (Pinerolo) |

|                                    |           |                    |
| Saponara 48’ González 90+1’ (rig.) | Marcatori | 57’ (rig.) Berardi |

| Arbitro: | Giua (Olbia) |

|                 |           |  |
| Dybala 40’, 82’ | Marcatori |  |

| Arbitro: | Dionisi (L'Aquila) |

|  |           |              |
|  | Marcatori | 33’ Mirančuk |

#### Girone di ritorno
| Arbitro: | Colombo (Como) |

|           |           |              |
| Casale 8’ | Marcatori | 49’ González |

| Arbitro: | Pairetto (Nichelino) |

|              |           |                               |
| Saponara 19’ | Marcatori | 14’ (rig.) Orsolini 47’ Posch |

| Arbitro: | Fabbri (Ravenna) |

|            |           |  |
| Rabiot 34’ | Marcatori |  |

| Arbitro: | Prontera (Bologna) |

|            |           |               |
| Cabral 85’ | Marcatori | 28’ Cambiaghi |

| Arbitro: | La Penna (Roma) |

|  |           |                                  |
|  | Marcatori | 12’ Barák 38’ Cabral 89’ Biraghi |

| Arbitro: | Di Bello (Brindisi) |

|                               |           |                 |
| González 49’ (rig.) Jović 87’ | Marcatori | 90+5’ Hernández |

| Arbitro: | Marcenaro (Genova) |

|  |           |                           |
|  | Marcatori | 27’ Mandragora 50’ Cabral |

| Arbitro: | Abisso (Palermo) |

|                  |           |  |
| Gallo 27’ (aut.) | Marcatori |  |

| Arbitro: | Maresca (Napoli) |

|  |           |                 |
|  | Marcatori | 53’ Bonaventura |

| Arbitro: | Dionisi (L'Aquila) |

|                       |           |           |
| Wiśniewski 25’ (aut.) | Marcatori | 32’ Nzola |

| Arbitro: | Guida (Torre Annunziata) |

|                   |           |           |
| Cabral 56’ (rig.) | Marcatori | 37’ Mæhle |

| Arbitro: | Sacchi (Macerata) |

|                                                     |           |                        |
| Biraghi 26’ (aut.) Dany Mota 43’ Pessina 59’ (rig.) | Marcatori | 8’ Kouamé 13’ Saponara |

| Arbitro: | Giua (Olbia) |

|                                                             |           |  |
| Castrovilli 45+2’ Dodô 62’ Duncan 66’ Kouamé 76’ Terzić 89’ | Marcatori |  |

| Arbitro: | Pezzuto (Lecce) |

|                          |           |                                    |
| Dia 10’, 59’, 81’ (rig.) | Marcatori | 36’ González 71’ Ikoné 84’ Biraghi |

| Arbitro: | Marchetti (Ostia Lido) |

|                    |           |  |
| Osimhen 74’ (rig.) | Marcatori |  |

| Arbitro: | Paterna (Teramo) |

|                                |           |  |
| Castrovilli 7’ Bonaventura 90’ | Marcatori |  |

| Arbitro: | Massimi (Termoli) |

|              |           |           |
| Sanabria 66’ | Marcatori | 48’ Jović |

| Arbitro: | Ayroldi (Molfetta) |

|                     |           |                 |
| Jović 85’ Ikoné 88’ | Marcatori | 11’ El Shaarawy |

| Arbitro: | Marchetti (Ostia Lido) |

|                    |           |                                      |
| Berardi 71’ (rig.) | Marcatori | 46’ Cabral 79’ Saponara 83’ González |

### Coppa Italia

#### Fase a eliminazione diretta
| Arbitro: | Paterna (Teramo) |

|           |           |  |
| Barák 25’ | Marcatori |  |

| Arbitro: | Doveri (Roma) |

|                     |           |               |
| Jović 65’ Ikoné 90’ | Marcatori | 90+3’ Karamoh |

| Arbitro: | Mariani (Aprilia) |

|  |           |                                |
|  | Marcatori | 20’ Cabral 75’ (rig.) González |

| Firenze 27 aprile 2023, ore 21:00 CEST Semifinale - Ritorno | Fiorentina         | 0 – 0 referto | Cremonese | Stadio Artemio Franchi (31 131 spett.)\| Arbitro: \| Marinelli (Tivoli) \| |
| Arbitro:                                                    | Marinelli (Tivoli) |               |           |                                                                            |

| Arbitro: | Irrati (Pistoia) |

|             |           |                   |
| González 3’ | Marcatori | 29’, 37’ Martínez |

### UEFA Europa Conference League

#### Spareggi
| Arbitro: | Stefański |

|                        |           |           |
| González 2’ Cabral 31’ | Marcatori | 64’ Černý |

| Enschede 25 agosto 2022, ore 19:00 CEST Spareggi - Ritorno | Twente   | 0 – 0 referto | Fiorentina | De Grolsch Veste (29 500 spett.)\| Arbitro: \| Petrescu \| |
| Arbitro:                                                   | Petrescu |               |            |                                                            |

#### Fase a gironi
| Arbitro: | Orel |

|           |           |          |
| Barák 56’ | Marcatori | 74’ Ilić |

| Arbitro: | Cuadra Fernández |

|                            |           |  |
| Gürler 57’, 71’ Traoré 90’ | Marcatori |  |

| Arbitro: | Lambrechts |

|  |           |                                    |
|  | Marcatori | 4’ Mandragora 42’ Kouamé 79’ Jović |

| Arbitro: | Bebek |

|                                                         |           |              |
| Jović 6’ Biraghi 22’ González 32’, 79’ (rig.) Barák 38’ | Marcatori | 47’ Humphrys |

| Arbitro: | Lindhout |

|                |           |             |
| Jović 26’, 62’ | Marcatori | 14’ Aleksić |

| Arbitro: | Kristoffersen |

|  |           |                                    |
|  | Marcatori | 7’ Barák 44’ Cabral 45+2’ Saponara |

#### Fase a eliminazione diretta
| Arbitro: | Del Cerro Grande |

|  |           |                                  |
|  | Marcatori | 45+1’, 60’ Jović 79’, 90’ Cabral |

| Arbitro: | Bastien |

|                                        |           |                      |
| Mandragora 37’ Saponara 58’ Cabral 83’ | Marcatori | 16’ Castro 34’ Djaló |

| Arbitro: | Jorgji |

|           |           |  |
| Barák 69’ | Marcatori |  |

| Arbitro: | Dabanović |

|               |           |                                                             |
| Yeşilyurt 35’ | Marcatori | 44’ Cabral 62’ Milenković 78’ (aut.) Goutas 89’ Castrovilli |

| Arbitro: | Peljto |

|           |           |                                                  |
| Velde 20’ | Marcatori | 4’ Cabral 41’ González 58’ Bonaventura 63’ Ikoné |

| Arbitro: | Obrenovič |

|                              |           |                                       |
| Sottil 78’ Castrovilli 90+2’ | Marcatori | 9’ Sousa 65’ (rig.) Velde 69’ Sobiech |

| Arbitro: | Letexier |

|            |           |                         |
| Cabral 25’ | Marcatori | 71’ Diouf 90+3’ Amdouni |

| Arbitro: | Sánchez Martínez |

|             |           |                                |
| Amdouni 55’ | Marcatori | 35’, 72’ González 120+9’ Barák |

#### Finale
| Arbitro: | del Cerro Grande |

|                 |           |                               |
| Bonaventura 67’ | Marcatori | 62’ (rig.) Benrahma 90’ Bowen |

## Statistiche
Statistiche aggiornate al 7 giugno 2023 
| Competizione      | Punti | In casa | In casa | In casa | In casa | In casa | In casa | In trasferta | In trasferta | In trasferta | In trasferta | In trasferta | In trasferta | Totale | Totale | Totale | Totale | Totale | Totale | DR  |
| Competizione      | Punti | G       | V       | N       | P       | Gf      | Gs      | G            | V            | N            | P            | Gf           | Gs           | G      | V      | N      | P      | Gf     | Gs     | DR  |
| ----------------- | ----- | ------- | ------- | ------- | ------- | ------- | ------- | ------------ | ------------ | ------------ | ------------ | ------------ | ------------ | ------ | ------ | ------ | ------ | ------ | ------ | --- |
| Serie A           | 56    | 19      | 9       | 6       | 4       | 30      | 22      | 19           | 6            | 5            | 8            | 23           | 21           | 38     | 15     | 11     | 12     | 53     | 43     | +10 |
| Coppa Italia      | -     | 3       | 2       | 1       | 0       | 3       | 1       | 1            | 1            | 0            | 0            | 2            | 0            | 5      | 3      | 1      | 1      | 6      | 3      | +3  |
| Conference League | 13    | 8       | 5       | 1       | 2       | 17      | 11      | 8            | 6            | 1            | 1            | 21           | 6            | 17     | 11     | 2      | 4      | 39     | 19     | +20 |
| Totale            | -     | 30      | 16      | 8       | 6       | 50      | 34      | 28           | 13           | 6            | 9            | 46           | 27           | 60     | 29     | 14     | 17     | 98     | 65     | +33 |

### Andamento in campionato
| Giornata  | 1 | 2 | 3 | 4  | 5  | 6  | 7  | 8  | 9  | 10 | 11 | 12 | 13 | 14 | 15 | 16 | 17 | 18 | 19 | 20 | 21 | 22 | 23 | 24 | 25 | 26 | 27 | 28 | 29 | 30 | 31 | 32 | 33 | 34 | 35 | 36 | 37 | 38 |
| --------- | - | - | - | -- | -- | -- | -- | -- | -- | -- | -- | -- | -- | -- | -- | -- | -- | -- | -- | -- | -- | -- | -- | -- | -- | -- | -- | -- | -- | -- | -- | -- | -- | -- | -- | -- | -- | -- |
| Luogo     | C | T | C | T  | C  | T  | C  | T  | C  | T  | C  | T  | T  | C  | T  | C  | C  | T  | C  | T  | C  | T  | C  | T  | C  | T  | C  | T  | C  | C  | T  | C  | T  | T  | C  | T  | C  | T  |
| Risultato | V | N | N | P  | N  | P  | V  | P  | P  | N  | P  | V  | V  | V  | P  | N  | V  | P  | P  | N  | P  | P  | N  | V  | V  | V  | V  | V  | N  | N  | P  | V  | N  | P  | V  | N  | V  | V  |
| Posizione | 1 | 4 | 8 | 10 | 10 | 11 | 10 | 11 | 13 | 12 | 13 | 12 | 11 | 10 | 10 | 10 | 9  | 9  | 10 | 12 | 13 | 13 | 13 | 12 | 12 | 11 | 9  | 9  | 9  | 9  | 9  | 9  | 8  | 8  | 8  | 11 | 9  | 8  |

Legenda:

Luogo: C = Casa; T = Trasferta. Risultato: V = Vittoria; N = Pareggio; P = Sconfitta.

### Statistiche dei giocatori
| Giocatore          | Serie A  | Serie A | Serie A     | Serie A    | Coppa Italia | Coppa Italia | Coppa Italia | Coppa Italia | Conference League | Conference League | Conference League | Conference League | Totale   | Totale | Totale      | Totale     |
| Giocatore          | Presenze | Reti    | Ammonizioni | Espulsioni | Presenze     | Reti         | Ammonizioni  | Espulsioni   | Presenze          | Reti              | Ammonizioni       | Espulsioni        | Presenze | Reti   | Ammonizioni | Espulsioni |
| ------------------ | -------- | ------- | ----------- | ---------- | ------------ | ------------ | ------------ | ------------ | ----------------- | ----------------- | ----------------- | ----------------- | -------- | ------ | ----------- | ---------- |
| L. Amatucci        | 0        | 0       | 0           | 0          | 0            | 0            | 0            | 0            | 0                 | 0                 | 0                 | 0                 | 0        | 0      | 0           | 0          |
| S. Amrabat         | 29       | 0       | 11          | 0          | 5            | 0            | 1            | 0            | 15                | 0                 | 3                 | 0                 | 49       | 0      | 15          | 0          |
| A. Barák           | 31       | 2       | 4           | 0          | 5            | 1            | 0            | 0            | 12                | 5                 | 1                 | 0                 | 48       | 8      | 5           | 0          |
| M. Benassi         | 2        | 0       | 0           | 0          | 0            | 0            | 0            | 0            | 1                 | 0                 | 0                 | 0                 | 3        | 0      | 0           | 0          |
| A. Bianco          | 7        | 0       | 1           | 0          | 0            | 0            | 0            | 0            | 5                 | 0                 | 1                 | 0                 | 12       | 0      | 2           | 0          |
| C. Biraghi         | 33       | 2       | 1           | 0          | 4            | 0            | 0            | 0            | 15                | 1                 | 4                 | 0                 | 52       | 3      | 5           | 0          |
| G. Bonaventura     | 30       | 5       | 4           | 1          | 4            | 0            | 0            | 0            | 15                | 2                 | 1                 | 0                 | 49       | 7      | 5           | 1          |
| J. Brekalo         | 6        | 0       | 1           | 0          | 1            | 0            | 0            | 0            | 4                 | 0                 | 0                 | 0                 | 11       | 0      | 1           | 0          |
| A. Cabral          | 28       | 8       | 4           | 0          | 4            | 1            | 0            | 0            | 16                | 8                 | 1                 | 0                 | 48       | 17     | 5           | 0          |
| G. Castrovilli     | 15       | 2       | 3           | 0          | 4            | 0            | 0            | 0            | 7                 | 2                 | 0                 | 0                 | 26       | 4      | 3           | 0          |
| M. Cerofolini      | 5        | -3      | 0           | 0          | 0            | 0            | 0            | 0            | 0                 | 0                 | 0                 | 0                 | 5        | -3     | 0           | 0          |
| F. Distefano       | 0        | 0       | 0           | 0          | 0            | 0            | 0            | 0            | 1                 | 0                 | 0                 | 0                 | 1        | 0      | 0           | 0          |
| Dodô               | 33       | 1       | 3           | 1          | 5            | 0            | 1            | 0            | 12                | 0                 | 3                 | 0                 | 50       | 1      | 7           | 1          |
| A. Duncan          | 25       | 1       | 3           | 0          | 2            | 0            | 0            | 0            | 3                 | 0                 | 0                 | 0                 | 30       | 1      | 3           | 0          |
| C. Favasuli        | 0        | 0       | 0           | 0          | 0            | 0            | 0            | 0            | 0                 | 0                 | 0                 | 0                 | 0        | 0      | 0           | 0          |
| P. Gollini         | 3        | -2      | 0           | 0          | 1            | 0            | 0            | 0            | 5                 | -6                | 1                 | 0                 | 9        | -8     | 1           | 0          |
| N. González        | 24       | 6       | 3           | 0          | 5            | 2            | 1            | 0            | 13                | 6                 | 2                 | 0                 | 42       | 14     | 6           | 0          |
| Igor               | 27       | 0       | 8           | 1          | 3            | 0            | 1            | 0            | 12                | 0                 | 1                 | 1                 | 42       | 0      | 10          | 2          |
| J. Ikoné           | 33       | 4       | 4           | 0          | 5            | 1            | 0            | 0            | 13                | 1                 | 3                 | 1                 | 51       | 6      | 7           | 1          |
| L. Jović           | 31       | 6       | 3           | 0          | 4            | 1            | 0            | 0            | 15                | 6                 | 1                 | 0                 | 50       | 13     | 4           | 0          |
| M. Kayode          | 0        | 0       | 0           | 0          | 0            | 0            | 0            | 0            | 9                 | 0                 | 1                 | 0                 | 9        | 0      | 1           | 0          |
| C. Kouamé          | 28       | 4       | 5           | 0          | 3            | 0            | 0            | 0            | 12                | 1                 | 1                 | 0                 | 43       | 5      | 6           | 0          |
| D. Krastev         | 0        | 0       | 0           | 0          | 0            | 0            | 0            | 0            | 0                 | 0                 | 0                 | 0                 | 0        | 0      | 0           | 0          |
| Y. Maleh           | 7        | 0       | 2           | 0          | 0            | 0            | 0            | 0            | 5                 | 0                 | 3                 | 0                 | 12       | 0      | 5           | 0          |
| R. Mandragora      | 29       | 2       | 8           | 0          | 4            | 0            | 0            | 0            | 17                | 2                 | 1                 | 0                 | 50       | 4      | 9           | 0          |
| T. Martinelli      | 0        | 0       | 0           | 0          | 0            | 0            | 0            | 0            | 0                 | 0                 | 0                 | 0                 | 0        | 0      | 0           | 0          |
| L. Martínez Quarta | 27       | 1       | 6           | 0          | 3            | 0            | 2            | 0            | 9                 | 0                 | 3                 | 0                 | 39       | 1      | 11          | 0          |
| N. Milenković      | 27       | 2       | 4           | 0          | 4            | 0            | 0            | 0            | 11                | 1                 | 4                 | 0                 | 42       | 3      | 8           | 0          |
| M. Nastasić        | 0        | 0       | 0           | 0          | 0            | 0            | 0            | 0            | 1                 | 0                 | 0                 | 0                 | 1        | 0      | 0           | 0          |
| L. Ranieri         | 9        | 0       | 1           | 0          | 3            | 0            | 0            | 0            | 7                 | 0                 | 2                 | 0                 | 19       | 0      | 3           | 0          |
| R. Saponara        | 29       | 4       | 4           | 0          | 0            | 0            | 0            | 0            | 10                | 2                 | 0                 | 0                 | 39       | 6      | 4           | 0          |
| S. Sirigu          | 1        | 0       | 0           | 0          | 0            | 0            | 0            | 0            | 1                 | -2                | 0                 | 0                 | 2        | -2     | 0           | 0          |
| R. Sottil          | 18       | 0       | 1           | 0          | 2            | 0            | 0            | 0            | 6                 | 1                 | 0                 | 0                 | 26       | 1      | 1           | 0          |
| P. Terracciano     | 29       | -38     | 1           | 0          | 4            | -3           | 0            | 0            | 11                | -11               | 0                 | 0                 | 44       | -52    | 1           | 0          |
| A. Terzić          | 22       | 1       | 2           | 0          | 3            | 0            | 0            | 0            | 7                 | 0                 | 1                 | 0                 | 32       | 1      | 3           | 0          |
| T. Vannucchi       | 0        | 0       | 0           | 0          | 0            | 0            | 0            | 0            | 0                 | 0                 | 0                 | 0                 | 0        | 0      | 0           | 0          |
| L. Venuti          | 17       | 0       | 2           | 0          | 0            | 0            | 0            | 0            | 7                 | 0                 | 4                 | 0                 | 24       | 0      | 6           | 0          |
| S. Żurkowski       | 2        | 0       | 0           | 0          | 0            | 0            | 0            | 0            | 2                 | 0                 | 0                 | 0                 | 4        | 0      | 0           | 0          |

## Giovanili

### Piazzamenti
Primavera
- Campionato: 3º posto nella regular season 
  2º posto (Finalista) nei Play-off scudetto
- Coppa Italia:  2º posto (Finalista)
- Supercoppa Primavera: Vincitrice

Under-18
- Campionato: 3º posto (Girone A)
- Torneo di Viareggio: Semifinali

Under-17
- Campionato: 1º posto (Girone A) 
Semifinali dei Play-off scudetto

Under-16
- Campionato: 1º posto (Girone C) 
  2º posto (Finalista) nei Play-off scudetto

Under-15
- Campionato: 6º posto (Girone C)